# Championnat du Pérou de football 1955
Navigation
Saison précédente Saison suivante
La saison 1955 du Championnat du Pérou de football est la vingt-septième édition du championnat de première division au Pérou. Les dix clubs participants sont regroupés au sein d'une poule unique où ils s'affrontent deux fois au cours de la saison, à domicile et à l'extérieur. À la fin de la compétition, le dernier du classement est relégué et remplacé par le champion de Segunda División, la deuxième division péruvienne.
C'est le club de l'Alianza Lima, tenant du titre, qui remporte à nouveau la compétition après avoir battu l'Universitario de Deportes lors du match pour le titre, les deux clubs ayant terminé à égalité en tête du classement final du championnat. C'est le 11e titre de champion du Pérou de l'histoire du club.

## Les clubs participants
| - Alianza Lima - Sport Boys - Mariscal Sucre - Universitario de Deportes - Ciclista Lima | - Atlético Chalaco - Club Centro Deportivo Municipal - Sporting Tabaco - Centro Iqueño - Unión Callao - Promu de Segunda Division |

## Compétition
Le barème utilisé pour établir le classement est le suivant :
- Victoire : 2 points
- Match nul : 1 point
- Défaite, forfait ou abandon : 0 point

### Classement
| Rang | Équipe                          | Pts | J  | G  | N | P  | Bp | Bc | Diff |
| ---- | ------------------------------- | --- | -- | -- | - | -- | -- | -- | ---- |
| 1    | Alianza Lima (T)                | 25  | 18 | 11 | 3 | 4  | 48 | 21 | +27  |
| 2    | Universitario de Deportes       | 25  | 18 | 10 | 5 | 3  | 30 | 19 | +11  |
| 3    | Centro Iqueño                   | 23  | 18 | 10 | 3 | 5  | 23 | 13 | +10  |
| 4    | Atlético Chalaco                | 21  | 18 | 8  | 5 | 5  | 29 | 28 | +1   |
| 5    | Sport Boys                      | 19  | 18 | 7  | 5 | 6  | 23 | 28 | -5   |
| 6    | Ciclista Lima                   | 17  | 18 | 6  | 5 | 7  | 31 | 30 | +1   |
| 7    | Club Centro Deportivo Municipal | 17  | 18 | 6  | 5 | 7  | 31 | 32 | -1   |
| 8    | Mariscal Sucre                  | 15  | 18 | 5  | 5 | 8  | 17 | 24 | -7   |
| 9    | Sporting Tabaco                 | 11  | 18 | 4  | 3 | 11 | 34 | 44 | -10  |
| 10   | Unión Callao (P)                | 7   | 18 | 2  | 3 | 13 | 20 | 47 | -27  |

|  | Participation au match pour le titre                  |
|  | Relégation directe en Segunda División                |
|  | (T) : Tenant du titre (P) : Promu de Segunda Division |

### Match pour le titre
| Équipe 1     | Résultat | Équipe 2                  |
| ------------ | -------- | ------------------------- |
| Alianza Lima | 2 - 1    | Universitario de Deportes |

## Bilan de la saison
| Championnat du Pérou de football 1955 |                          |
| Champion                              | Alianza Lima (11e titre) |
| Promotions et relégations             |                          |
| Promus en Primera División            | Carlos Concha            |
| Relégués en Segunda División          | Unión Callao             |